# Jatropha stephanii
Jatropha stephanii är en törelväxtart som beskrevs av J.Jiménez Ram. och M.Martínez Gordillo. Jatropha stephanii ingår i släktet Jatropha och familjen törelväxter. Inga underarter finns listade i Catalogue of Life.